# Lanyons dikbekmiervogel
De Lanyons dikbekmiervogel (Clytoctantes atrogularis) is een zangvogel uit de familie Thamnophilidae (miervogels). De Nederlandse naam verwijst naar de Amerikaanse ornitholoog Scott M. Lanyon die deze vogel in 1991 als een nieuwe soort heeft beschreven.

## Verspreiding en leefgebied
Deze vogel is endemisch in Brazilië, waar hij voorkomt in de staten Rondônia, Amazonas en Mato Grosso.

## Status
De grootte van de populatie is in 2022 geschat op 2500-10.000 volwassen vogels. Op de Rode lijst van de IUCN heeft deze soort de status gevoelig.